# Bertrichamps

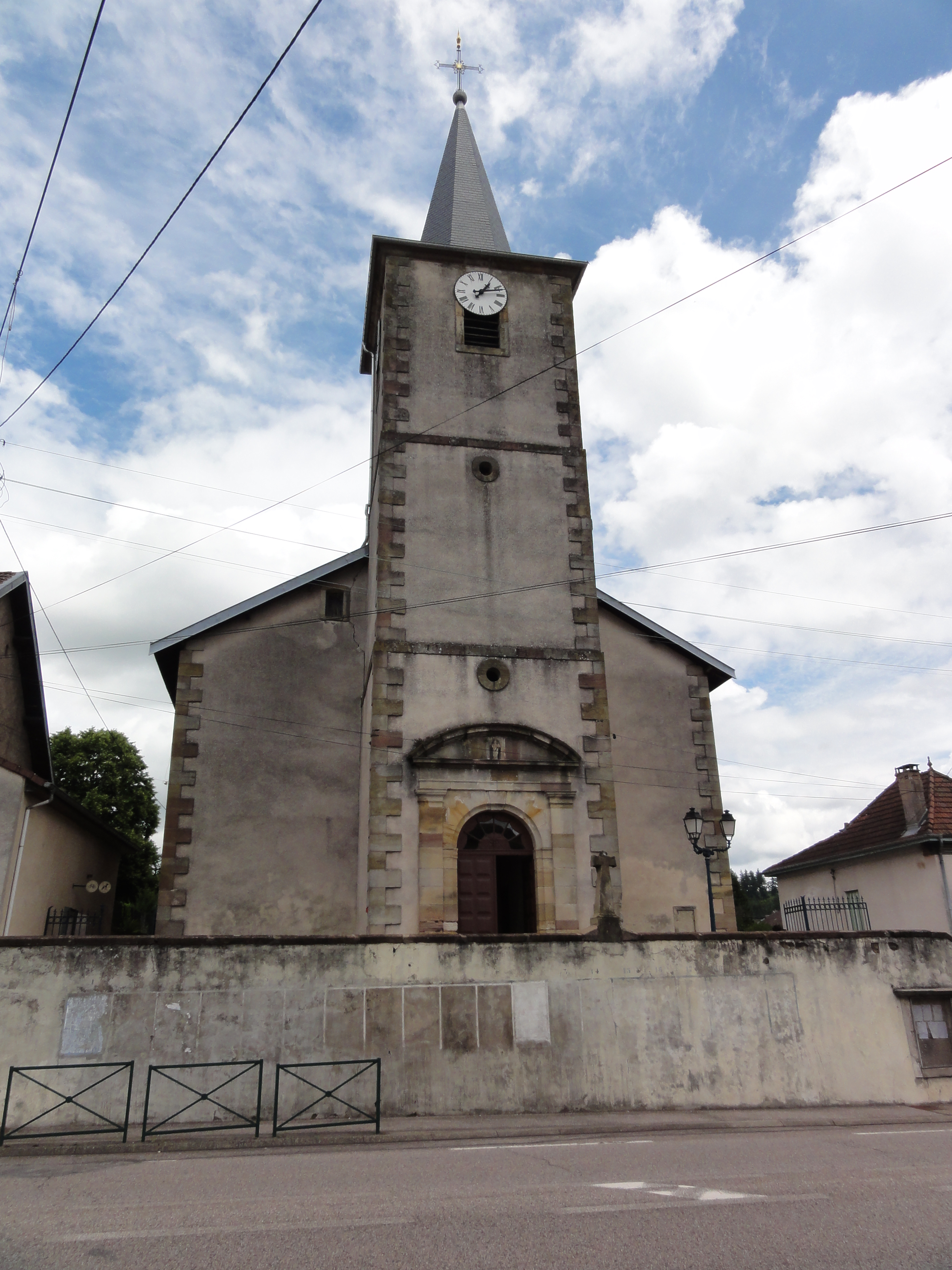
Kościół św. Jana Chrzciciela (2016)

Bertrichamps – miejscowość i gmina we Francji, w regionie Grand Est, w departamencie Meurthe i Mozela.
Według danych na rok 1990 gminę zamieszkiwało 1045 osób, a gęstość zaludnienia wynosiła 53 osoby/km² (wśród 2335 gmin Lotaryngii Bertrichamps plasuje się na 356. miejscu pod względem liczby ludności, natomiast pod względem powierzchni na miejscu 181.).

## Populacja

Populacja Bertrichamps w latach 1962–2008